# ادمیرال‌انبورت

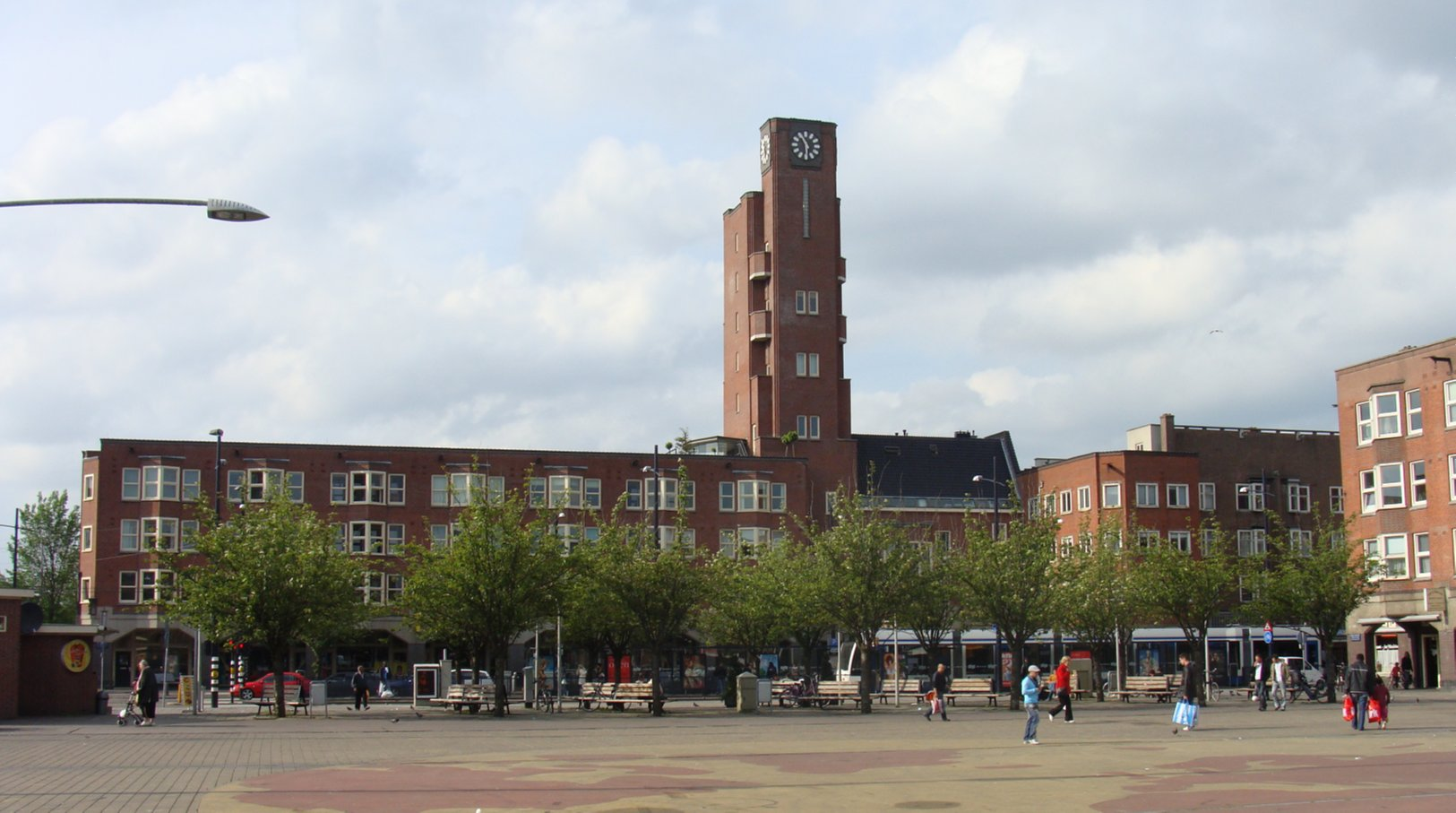
میدان مرکاتور در ادمیرال‌انبورت

ادمیرال‌انبورت (به هلندی: Admiralenbuurt) یک سکونتگاه مسکونی در هلند است که در آمستردام واقع شده‌است.